# Kendrickiella phycomyces
Kendrickiella phycomyces är en svampart som först beskrevs av Bernhard Auerswald, och fick sitt nu gällande namn av K. Jacobs & M.J. Wingf. 2001. Kendrickiella phycomyces ingår i släktet Kendrickiella, ordningen Eurotiales, klassen Eurotiomycetes, divisionen sporsäcksvampar och riket svampar.   Inga underarter finns listade i Catalogue of Life.